# USS Robalo (SS-273)
El USS Robalo (SS-273) fue un submarino de ataque de la clase Gato que sirvió en la US Navy de 1943 hasta su hundimiento en 1944.

## Construcción e historia de servicio
Fue colocada la quilla en 1942 en Manitowoc Shipbuilding Company de Manitowoc (Wisconsin). Fue botado el casco en mayo de 1943. Y fue asignado en septiembre de ese mismo año. Apenas en su tercera patrulla, el USS Robalo fue hundido por una mina naval en Filipinas el 26 de julio de 1944. La tripulación fue rescatada pero murió posteriormente como POW del ejército japonés. El Robalo recibió dos estrellas de batalla.